# Buniyad
Buniyad (en népalais : बुनियाद) est un comité de développement villageois du Népal situé dans le district de Bara. Au recensement de 2011, il comptait 5 651 habitants.